# Viktor Gutmann
Viktor Gutmann (* 10. November 1921 in Wien; † 16. Juli 1998 in Mödling, Niederösterreich, auch Victor Gutmann) war ein österreichischer Chemiker.

## Leben und Wirken
Nach seinem Studium und einer Assistententätigkeit an der Technischen Hochschule Wien war er von 1948 bis 1950 an der Universität Cambridge und 1952–57 als Universitätsprofessor in Bagdad tätig. Ab 1957 war er Universitätsprofessor für Anorganische Chemie an der Technischen Universität Wien. Er beschäftigte sich mit Clustern und unter anderem auch mit den chemischen Grundlagen homöopathischer Arzneien.

## Werke
- Coordination Chemistry in Non Aqueous Solutions, 1971, Russische Übersetzung, 1971
- Chemischen Funktionslehre, 1971
- Allgemeine und Anorganische Chemie, 1971 (mit E. Hengge)
- Donor-Acceptor Approach to Molecular Interactions, 1978, Japanische Übersetzung 1980
- Die wissenschaftlichen Grundlagen der Homöopathie, 1986 (mit Gerhard Resch)
- Scientific Foundations of Homeopathy, 1987 (mit Gerhard Resch)
- Lecture Notes on Solution Chemistry, 1995 (mit Gerhard Resch)

## Auszeichnungen und Mitgliedschaften (Auswahl)
- 1967: Korrespondierendes Mitglied der Göttinger Akademie der Wissenschaften[1]
- 1974: Mitglied der Leopoldina
- 1975: Korrespondierendes Mitglied der Braunschweigischen Wissenschaftlichen Gesellschaft[2]
- 1977: Erwin Schrödinger-Preis
- 1986: Wilhelm-Exner-Medaille
- 1993: Großes Silbernes Ehrenzeichen für Verdienste um die Republik Österreich[3]